# Gábor Harangozó
Gábor István Harangozó (maďarsky Harangozó Gábor István; * 27. září 1975, Budapešť) je maďarský levicový politik, mezi lety 2004 až 2009 poslanec Evropského parlamentu zvolený za Maďarskou socialistickou stranu (MSZP) a zasedající ve frakci Pokrokové spojenectví socialistů a demokratů (S & D).

## Biografie
Narodil se roku 1975 v Budapešti v tehdejší Maďarské lidové republice. Odmaturoval na Szekszárdi Garay János Gimnázium ve městě Szekszárd a poté studoval na Soproni Egyetem.
V roce 2000 vstoupil do Maďarské socialistické strany (MSZP). Ve volbách do Evropského parlamentu v roce 2004 byl zvolen europoslancem s mandátem do roku 2009. V následujících eurovolbách roku 2009 již nebyl zvolen. 

## Soukromý život
Je ženatý, má tři děti. Jeho mladším bratrem je Tamás Harangozó (* 1979), který je rovněž politikem v barvách MSZP.